# John Foster Dulles
Pour les articles homonymes, voir Dulles.
 (septembre 2008).
Si vous disposez d'ouvrages ou d'articles de référence ou si vous connaissez des sites web de qualité traitant du thème abordé ici, merci de compléter l'article en donnant les références utiles à sa vérifiabilité et en les liant à la section « Notes et références ».
John Foster Dulles, né le 25 février 1888 à Washington (district de Columbia) et mort le 24 mai 1959 au même endroit, est un diplomate et homme politique américain.
Membre du Parti républicain, il est secrétaire d'État des États-Unis entre 1953 et 1959 dans le gouvernement du président Dwight D. Eisenhower. Il a consacré la notion de refoulement (« rollback ») de l'URSS.

## Biographie

### Famille, études et début de carrière
John Foster Dulles est issu d'une famille d'émigrés irlandais de confession protestante, son aïeul Joseph Dulles s'étant établi aux États-Unis en 1778. Il est le frère de Allen Dulles, premier directeur civil de la CIA, le neveu de Robert Lansing (1864-1928), secrétaire d'État sous la présidence de Woodrow Wilson et le petit-fils de John W. Foster (1836-1917), secrétaire d'État sous la présidence de Benjamin Harrison. 
Il épouse Janet Pomeroy Avery en 1912. Ils ont trois enfants. Leur fils Avery, baptisé catholique en 1941, est décoré de la Croix de guerre 1939-1945, ordonné prêtre jésuite en 1956 et devient cardinal en 2001.
Il fait des études de droit pour devenir avocat d'affaires. Lors de son cursus universitaire, il fréquente les universités Princeton, de la Sorbonne et George-Washington. Il occupe rapidement des postes diplomatiques et est envoyé en mission à Panama en 1917, avant de participer à la conférence de la paix de Versailles,.
Obsessionnellement anticommuniste, il plaide pour une collaboration entre les États-Unis et l'Allemagne et entretient à ce titre des contacts avec Heinrich Himmler. Il ouvre au ministre de l’économie du Troisième Reich, Hjalmar Schacht, ses contacts industriels, miniers et bancaires pour aider le régime nazi à financer et équiper son armée.

### Secrétaire d'État des États-Unis de Dwight D. Eisenhower
Il est nommé secrétaire d'État des États-Unis en 1953 par Dwight D. Eisenhower et reste en poste jusqu'en 1959.

#### Guatemala
John Foster Dulles intervient dans le coup d'État qui renverse en 1954 Jacobo Árbenz Guzmán, alors président du Guatemala depuis 1951. L'opération est organisée par la CIA, et connue sous le nom de code d'opération PBSUCCESS. Guzmán est remplacé par une junte militaire, dirigée par le colonel Carlos Castillo Armas, qui plonge le pays dans une longue période de violente instabilité politique,.
La United Fruit Company, multinationale américaine et grand propriétaire terrien au Guatemala, s'était opposée à la réforme agraire décidée par le président Guzmán. Elle avait délibérément sous-évalué la valeur de ses terres pour se soustraire à l'impôt, en déclarant une valeur de 3 $ de l'acre. Expropriée par la réforme, elle refusa d'être dédommagée sur cette base, réclama 75 $ l'acre et tira prétexte du refus qui lui fut signifié pour s'opposer à la réforme agraire.
La United Fruit avait des liens avec John Foster Dulles et son frère, directeur de la CIA Allen Dulles,. Les frères Dulles avaient eu pour client United Fruit lorsqu'ils étaient avocats à New York. Le conseiller et sous-secrétaire d'État du président Eisenhower, Walter B. Smith avait également des liens étroits avec cette société : il y avait postulé un poste de direction. John Foster Dulles et son frère Allen Dulles, comme Walter B. Smith étaient aussi actionnaires de la United Fruit Company.
Espagne
L'Espagne était devenue un allié indispensable pour maintenir l'unité de l'Europe occidentale face à la menace soviétique. C'est pourquoi, l'administration du président Dwight D. Eisenhower se résout à établir de bonnes relations avec la dictature de Francisco Franco. Ce rapprochement se concrétise avec les accords de Madrid de 1953 par lesquels les États-Unis s'engagent à fournir à l'Espagne franquiste une aide économique considérable en échange de l'utilisation de trois bases aériennes et d'une base navale sur le territoire espagnol.
À cette occasion, John Foster Dulles se rend plusieurs fois à Madrid pour rencontrer le général Franco. L'Espagne ne peut pas adhérer à l'Otan malgré la volonté conjointe des gouvernements espagnol et américain, en raison de l'hostilité des membres européens de l'alliance, notamment le Royaume-Uni et la France. En revanche, elle réussit à adhérer à l'ONU en 1955.
Le sommet de ce rapprochement américano-espagnol est la visite d'Eisenhower à Madrid en 1959, par lequel l'Espagne brise définitivement son isolement diplomatique,,. Le président américain et le général Franco descendent ensemble dans une voiture décapotable la Paseo de la Castellana et sont acclamés par une foule estimée à un million de personnes et Eisenhower est étonné de la popularité de Franco en Espagne,.

#### Guerre d'Indochine
À partir de 1950, les États-Unis décident de soutenir les Français dans la guerre contre le Việt Minh en Indochine et reconnaissent l'Etat du Viet-Nam. Le 25 février 1954, il affirme que les Français ont « notre confiance et notre soutien », mais dresse un parallèle entre la future conférence de Genève qui doit se tenir à partir du 26 avril, et l'armistice de Panmunjeom qui a conclu un cessez-le-feu dans la guerre de Corée. Le 7 mai 1954, il rend hommage aux soldats français à la suite de la bataille de Diên Biên Phu, mais également aux vietnamiens, sans préciser leur camp.

### Fin de vie
Il meurt en 1959 et son épouse en 1969 et enterré aux États-Unis 